# Mithat Bayrak
Mithat Bayrak (Adapazarı, 3 marzo 1929 – Dortmund, 20 aprile 2014) è stato un lottatore turco, specializzato nella lotta greco-romana. Ha rappresentato la Turchia alle olimpiadi di Melbourne 1956, Roma 1960 e Tokyo 1964, nella categoria pesi welter, vincendo due medaglie d'oro.

## Palmarès
- Giochi olimpici

Melbourne 1956: oro nei pesi welter
Roma 1960: oro nei pesi welter
- Giochi del Mediterraneo

Beirut 1959: argento nei pesi welter
- Balcanici

Istanbul 1959: argento nei pesi welter
- Tornei
- Savona 1959: oro
- Spalato 1959: argento